# Orlando Figes
Orlando Figes /ɔːˈlændəʊ ˈfaɪdʒiːz/ (Londres, 20 de noviembre de 1959) es un historiador de origen británico, nacionalizado alemán en 2017 tras el brexit.
Es conocido por sus trabajos sobre la historia rusa, en concreto sobre el período de la Revolución Rusa y sus consecuencias.

## Biografía
Es profesor de Historia en el Birkbeck College de la Universidad de Londres. 
Se graduó en la Universidad de Cambridge, donde fue profesor de Historia y miembro del Trinity College de 1984 a 1999. 
Sus investigaciones se refieren a muchos aspectos diferentes de la historia de Rusia, la Unión Soviética y el Este europeo. Sus principales publicaciones son sobre la historia de la revolución rusa, el régimen soviético y la historia cultural de Rusia desde 1700.
Es autor de numerosos libros sobre la historia de Rusia, como A People's Tragedy: the Russian Revolution, 1891-1924 (La tragedia de un pueblo: La revolución rusa, 1891-1924). 
Natasha's Dance: A Cultural History of Russia (2002). Otro más reciente es The Whisperers: Private Life in Stalin's Russia (2007). Sus libros han sido traducidos a quince idiomas. 
Es colaborador habitual de The New York Review of Books y, desde 2003, miembro de la Royal Society of Literature.

## Premios y distinciones
- Premio Wolfson (1997) por su libro A People's Tragedy: the Russian Revolution, 1891-1924.
- NCR Book Award
- Premio literario WH Smith
- Longman/History Today Book Prize
- Premio Los Angeles Times
- fue seleccionado para el Premio Samuel Johnson
- Premio Duff Cooper
- Doctor honoris causa por la Universidad Internacional Menendez Pelayo (2023).[2]

## Obras
- The Whisperers: Private Life in Stalin's Russia (2007).[3][4]
- Natasha's Dance: a Cultural History of Russia (Londres, Penguin 2002).[5][6]
- Interpreting the Russian Revolution: the Language and Symbols of 1917 (con Boris Kolonitski, Yale University Press, 1999)[7][8][9]
- A People's Tragedy: the Russian Revolution, 1891-1924 (London: Pimlico,1996).[10][11][12][13][14]
- Peasant Russia, Civil War: the Volga Countryside in Revolution, 1917-21 (Oxford: Clarendon Press, 1989)[15][16][17][18]
- Crimea: the Last Crusade (Londres: Allen Lane, 2010).[19]
- Just Send Me Word: A True Story of Love and Survival in the Gulag (Londres: Allen Lane, 2012).
- The Story of Russia, Bloomsbury Publishing, 2022, ISBN 978-1526631749

### Ediciones en español
- Interpretar la revolución rusa: el lenguaje y los símbolos de 1917. Editorial Biblioteca Nueva. 2001. ISBN 978-84-7030-854-3. Traducción de Pilar Placer Perogordo.
- La revolución rusa: la tragedia de un pueblo (1891-1924). Edhasa. 2001. ISBN 978-84-350-2614-7. Traducción de César Vidal.
- El baile de Natacha: Una historia cultural rusa. Edhasa. 2006. ISBN 9788435026574. Traducción de Eduardo Hojman.

- El baile de Natasha. Una historia cultural de Rusia. Taurus. 2021. ISBN 9788430624263. Traducción de Eduardo Hojman Altieri.

- Los que susurran: La represión en la Rusia de Stalin. Edhasa. 2009. ISBN 9788435026956. Traducción de Mirta Rosenberg.
- Crimea. La primera gran guerra. Parkstone International. 2013. ISBN 9788435046046. Traducción de Mirta Rosenberg.
- Los europeos. Taurus, 2020. Traducción de María Serrano.
- La historia de Rusia. Taurus, 2022. Traducción de María Serrano Giménez.